# Rado Gospodarič
Rado Gospodarič, slovenski geolog in speleolog, * 14. januar 1933, Pragersko, † 12. februar 1988, Ljubljana.

## Življenje in delo
Po maturi na gimnaziji v Mariboru 1952 je diplomiral 1959 iz geologije in paleontologije na Prirodoslovno-matematično-filozofski fakulteti v Ljubljani z diplomsko nalogo Geologija Donačke gore. Od decembra 1958 do 1988 je delal na Inštitutu za raziskovanje krasa ZRC SAZU v Postojni, pred diplomo kot laborant, nato kot asistent z nalogo preučevati geologijo krasa in jam na Slovenskem. Med letoma 1967 in 1970 je podiplomsko študiral na Univerzi v Zagrebu, kjer je dosegel stopnjo magistra znanosti. Doktorsko disertacijo Razvoj jam med Pivško kotlino in Planinskim poljem v kvartalu je obranil 1973 v Ljubljani. Leta 1978 je postal izredni profesor na Fakulteti za naravoslovje in tehnologijo v Ljubljani. Bil je začetnik sodobnih geoloških raziskav v kraških jamah na Slovenskem, predvsem ugotavljanja starosti jamskih usedlin in geneze jam. Primerjalno je raziskoval mnoge tuje jame ter kraške pokrajine. Sodeloval je pri izdelavi osnovne speleološke karte v Sloveniji. Od 1959 do 1986 je objavil preko 100 razprav in esejev. Njegova bibliografija obsega 150 zapisov.

## Izbrana bibliografija
- Življenje kapnikov  (COBISS)
- Gospodaričev zbornik, ob 300-letnici J. V. Valvasorja (COBISS)
- Kraški muzej pri Postojnski jami  (COBISS)